# Casa Alberola
La casa Alberola o Casa d'Alberola és un edifici situat en l'avinguda Ramón y Cajal de la ciutat d'Alacant, enfront del parc de Canalejas i en primera línia de mar. Segons la documentació, el titular va ser Juan Alberola Romero, qui va encarregar a l'arquitecte local José Guardiola Picó el projecte per alçar l'edifici.
Si considerem els seus trets formals, la concepció global de l'edifici sembla estar planejada sobre la base d'un llenguatge neoclàssic a través de l'elecció de motius ornamentals com ara motlures, frontons i pilastres que, encara que tractats amb una llibertat formal que fins i tot els aproxima a l'eclecticisme, confereixen a l'immoble un caràcter netament burgés.
Destaca en l'estructura una torrassa cilíndrica amb una cúpula coberta d'escates de ceràmica vidrada i finestres d'estil neoàrab. No obstant això, cal tindre en compte que en els projectes d'obra aquestes finestres d'estil neoàrab no apareixen com a tal, sinó caracteritzades per un llenguatge més eclèctic d'acord amb la resta de l'edifici.
Al fet que finalment s'optara per dotar l'edifici de les finestres neoàrabs va poder contribuir enormement que des de l'Acadèmia de Belles arts de Sant Fernando començaren a desenvolupar-se discursos de tarannà historiogràfic des de la segona meitat del segle segle xix. En ells es percep un marcat interés per a l'art medieval, tant cristià com musulmà, en un intent de renovar l'arquitectura neoclassicista que fins hui havia mantingut una hegemonia pràcticament absoluta en el context arquitectònic. En aquest sentit, la rematada neoàrab de la Casa Alberola podria ser entesa com un afegit posterior que buscara aportar novetat a l'edifici i superar l'ancoratge als llenguatges acadèmics.
En la dècada de 1960, va ser demolit un nucli d'escales de l'edifici i en el seu lloc es va alçar un bloc de cases que va quedar incrustat a l'edifici original.
En 2019, l'edifici es va convertir en part dels hotels Hilton Cain: Casa Alberola Alicante, Curio Collection by Hilton.